# Droga wojewódzka 702
Die Droga wojewódzka 702 (DW 702) ist eine 44 Kilometer lange Droga wojewódzka (Woiwodschaftsstraße) in der polnischen Woiwodschaft Łódź, die Kutno und Łódź verbindet. Sie liegt im Powiat Kutnowski, im Powiat Łęczycki, und im Powiat Zgierski.

## Straßenverlauf
Woiwodschaft Łódź, Powiat Kutnowski
- 00 km  Kutno (DK 60, DK 92)
- 10 km  Młogoszyn

Woiwodschaft Łódź, Powiat Łęczycki
- 16 km  Michałówka
- 19 km  Piątek (DW 703)

Woiwodschaft Łódź, Powiat Zgierski
- 28 km  Gieczno
- 33 km  Kreisverkehr, Biała (DW 708)
- 28 km  Biała
- 37 km  Anschlussstelle, Dąbrówka Wielka (A 2, E 30)
-  Brücke (Viadukt) (Brücke über eine Eisenbahnstrecke in Zgierz)
- 44 km  Zgierz (DK 91)